# (سیکلوپنتادی‌انیل)تیتانیوم تری‌کلرید
(سیکلوپنتادی‌انیل) تیتانیوم تری‌کلرید (انگلیسی: (Cyclopentadienyl)titanium trichloride) یک ترکیب آلی فلزی حاوی تیتانیوم با فرمول شیمیایی (C5H5)TiCl۳ می‌باشد. این ماده به صورت پودر نارنجی رنگ و بسیار حساس به رطوبت بوده و جز دسته ترکیبات نیم ساندویچی محسوب می‌شود.

## تولید
این ترکیب از واکنش مستقیم تیتانوسن دی کلرید و تتراکلرید تیتانیم طبق واکنش زیر تولید می‌شود:
(C5H5)2TiCl2 + TiCl4 → 2 (C5H5)TiCl۳